# Siergiej Prokofjew
Siergiej Siergiejewicz Prokofjew (ros. Серге́й Сергеевич Проко́фьев, w formie spolszczonej Sergiusz Prokofiew, Siergiej Prokofiew; ur. 11 kwietnia?/23 kwietnia 1891 w Soncowce k. Kurachowa, w Imperium Rosyjskim, zm. 5 marca 1953 w Moskwie, ZSRR) – rosyjski (radziecki) kompozytor, pianista-wirtuoz oraz dyrygent, jeden z najważniejszych twórców awangardy pierwszej połowy XX w. Współtworzył różne nurty modernizmu, w tym futuryzm, ekspresjonizm, prymitywizm i neoklasycyzm (uważany za inicjatora ostatniego z tych kierunków w I Symfonii D-dur „Klasycznej”, op. 25, 1917), zachowując przy tym oryginalność i idiomatyczność stylu.
Prokofjew jest autorem szerokiego i różnorodnego repertuaru, obejmującego większość klasycznych form i gatunków: muzyki operowej, baletowej, kantat, oratoriów, muzyki symfonicznej (symfonii, koncertów na fortepian, skrzypce, wiolonczelę, suit, sinfoniett, uwertur i in.), kameralnej (m.in. kwartetów smyczkowych, pieśni, sonat), utworów na fortepian solo (m.in. 9 sonat, Visions fugitives, op. 22), muzyki scenicznej i filmowej, a także transkrypcji.
Popularność zawdzięcza przede wszystkim Symfonii klasycznej, bajce symfonicznej Piotruś i wilk, III koncertowi fortepianowemu C-dur, baletom Romeo i Julia oraz Kopciuszek, suicie Porucznik Kiże oraz muzyce do filmów Siergieja Eisensteina.

## Życiorys
Z muzyką Prokofjew zapoznał się w domu rodzinnym dzięki matce, która udzielała mu pierwszych lekcji gry na fortepianie gdy miał 5 lat.
Pierwsze próby kompozytorskie – walce, marsze, dwie opery: Olbrzym i Na bezludnych wyspach, zwróciły uwagę Siergieja Taniejewa. Za jego namową Prokofjew rozpoczął w 1902 roku naukę muzyki (harmonia i kompozycja) u Reinholda Glière’a. Po dwóch latach wstąpił do konserwatorium petersburskiego (harmonia i kontrapunkt – Anatolij Ladow, orkiestracja – Nikołaj Rimski-Korsakow, dyrygentura – N. Czeriepnin, fortepian – Anna Jesipowa). W 1908 wziął po raz pierwszy udział w „Wieczorach muzyki współczesnej” S. Diagilewa. W 1914 roku Prokofjew ukończył konserwatorium jako świetny pianista i kompozytor, odznaczony pierwszą nagrodą za I Koncert fortepianowy. W 1918 roku opuścił kraj, udając się najpierw do Ameryki, później do Francji. Szybko zdobył sławę znakomitego pianisty-wirtuoza i niezwykle oryginalnego kompozytora. W Paryżu nawiązał współpracę z Siergiejem Diagilewem. Pisał dla niego balety: Syn marnotrawny, Nad Dnieprem, Stalowy krok. Tutaj związany był z bardzo kosmopolityczną grupą Triton (obok Milhauda, Honeggera, Poulenca i Martinů). W 1936 roku powrócił na stałe do Rosji, gdzie prócz pracy kompozytorskiej zajmował się pedagogiką, prowadząc klasę kompozycji w Konserwatorium w Moskwie.

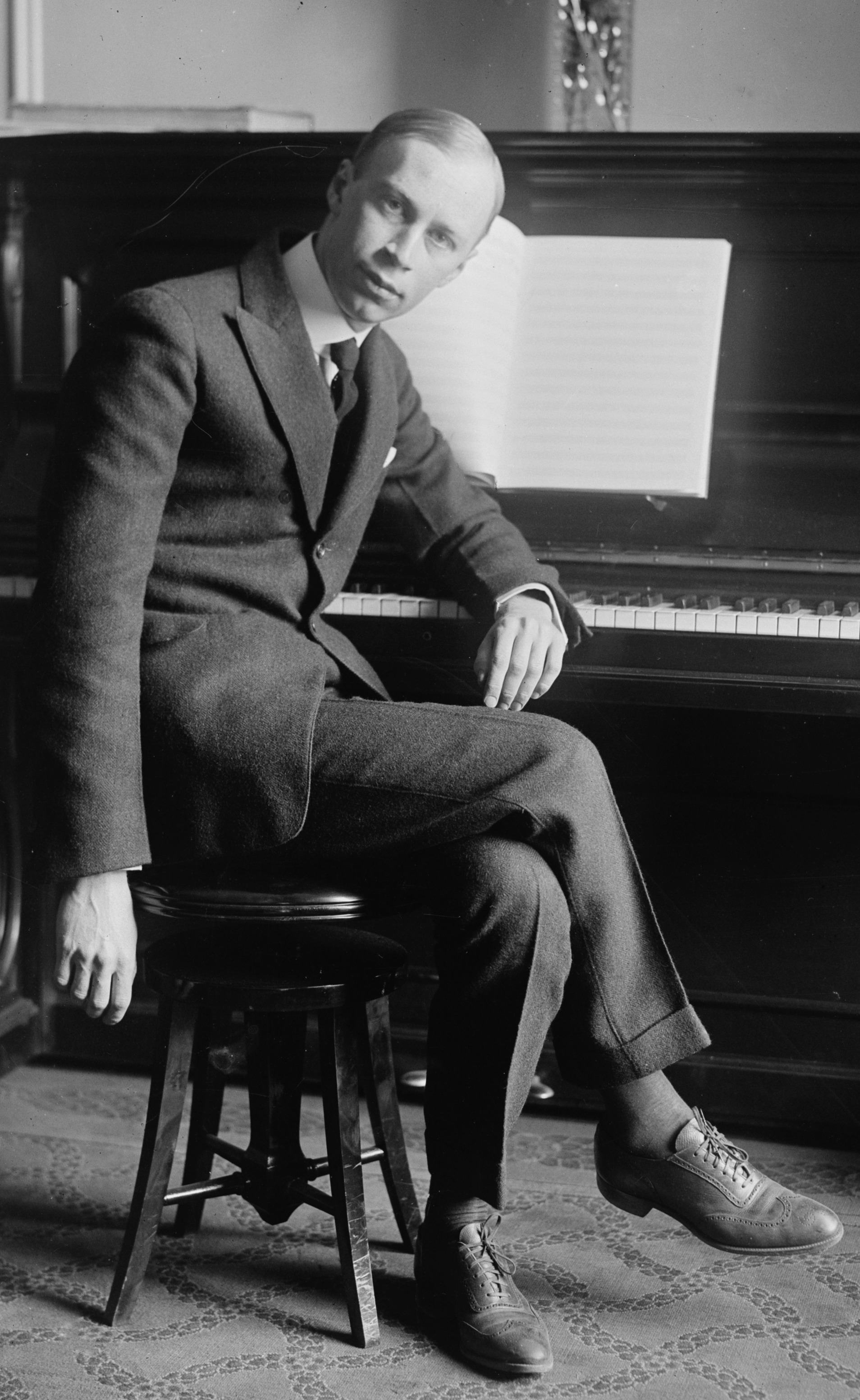
Prokofjew przy pianinie

W całej twórczości Prokofjewa zaobserwować można charakterystyczne dla jego stylu cechy: ogólna antyromantyczność, nieustępliwość rytmiki (często ostinatowej), gwałtowna dynamiczność, liryzm, humorystyczne w intencjach cytowanie znanych zwrotów melodyczno-harmonicznych, uchwytność melodyki, pikanteria harmoniczna i kolorystyczna, ogólna przejrzystość założeń i mistrzowska precyzja ich realizacji.
On sam tak charakteryzował przemiany w swojej muzyce:

Pierwsza linia – klasyczna, raz przyjmuje postać neoklasyczną (sonaty, koncerty), to znowu naśladuje klasykę XVIII wieku (gawoty). Druga linia – nowatorska początkowo była poszukiwaniem własnego języka harmonicznego, następnie zmieniła się w poszukiwanie języka do wyrażania silnych emocji (Sarkazmy, Suita scytyjska, Gracz, Siedmiu, II Symfonia i in.). Chociaż dotyczy ona przede wszystkim języka harmonicznego, należą tu jednak także nowości w intonacji melodii, w instrumentacji i dramaturgii. Trzecia linia – linia tokkatowa albo, jeśli kto woli, motoryczny, to prawdopodobnie linia najmniej cenna. Linia czwarta – liryczna: początkowo pojawia się jako liryczno-kontemplacyjna, czasami niezupełnie związana z melodią..., czasami zaś związana z melodią dłuższą lub krótszą (m.in. początek Koncertu skrzypcowego). Linia ta pozostawała niezauważona albo zauważono ją po upływie czasu. Liryki w ciągu długiego czasu odmawiano mi w ogóle i, nie podsycana, rozwijała się powoli. Za to później zwracałem na nią coraz więcej i więcej uwagi.

### Śmierć
Zmarł 5 marca 1953. Tego samego dnia zmarł również przywódca Związku Radzieckiego Józef Stalin. Zgon Stalina skupił na sobie uwagę całego narodu, w związku z czym śmierć kompozytora była nieomalże niezauważona, a państwowe uroczystości żałobne uniemożliwiały przeprowadzenie pogrzebu Prokofjewa. Zbieg tych dwóch wydarzeń stał się także tematem anegdoty, związanej z osobą dyrygenta Grzegorza Fitelberga, dyrektora Wielkiej Orkiestry Symfonicznej Polskiego Radia – dzień po śmierci Stalina i Prokofjewa Fitelberg po przyjściu na próbę orkiestry miał wygłosić mowę ku pamięci wielkiego kompozytora i poprosił o minutę ciszy. Następnie zwrócił się do koncertmistrza Władysława Wochniaka: Władziu, czy to prawda, że umarł Stalin?.

## Życie osobiste
Był dwukrotnie żonaty: z Liną Luberą (od 1923), z którą miał dwóch synów, Światosława i Olega, oraz Mirą Mendelson (od 1948), która była jego partnerką od wielu lat w czasie trwania związku małżeńskiego z Liną Luberą.

## Instytucje poświęcone kompozytorowi
Jego pierwsza żona, Lina, założyła w 1983 Fundację im. S. Prokofjewa (The Serge Prokofiev Foundation), która w 1994 otrzymała siedzibę w Goldsmiths’ College przy Uniwersytecie Londyńskim. Jej celem jest zbieranie środków finansowych na badania twórczości Prokofjewa, a także gromadzenie rękopisów i pamiątek oraz popularyzacja dzieł kompozytora. W latach 2001–2004 funkcjonowało Stowarzyszenie im. Siergieja Prokofjewa (The Serge Prokofiev Association), założone przez Fundację, które wydawało czasopismo Three Oranges oraz kierowało inicjatywą Prokofiev 2003 na 50-lecie śmierci kompozytora. Po rozwiązaniu Stowarzyszenia zadanie wydawania czasopisma przejęła Fundacja.

## Najważniejsze dzieła

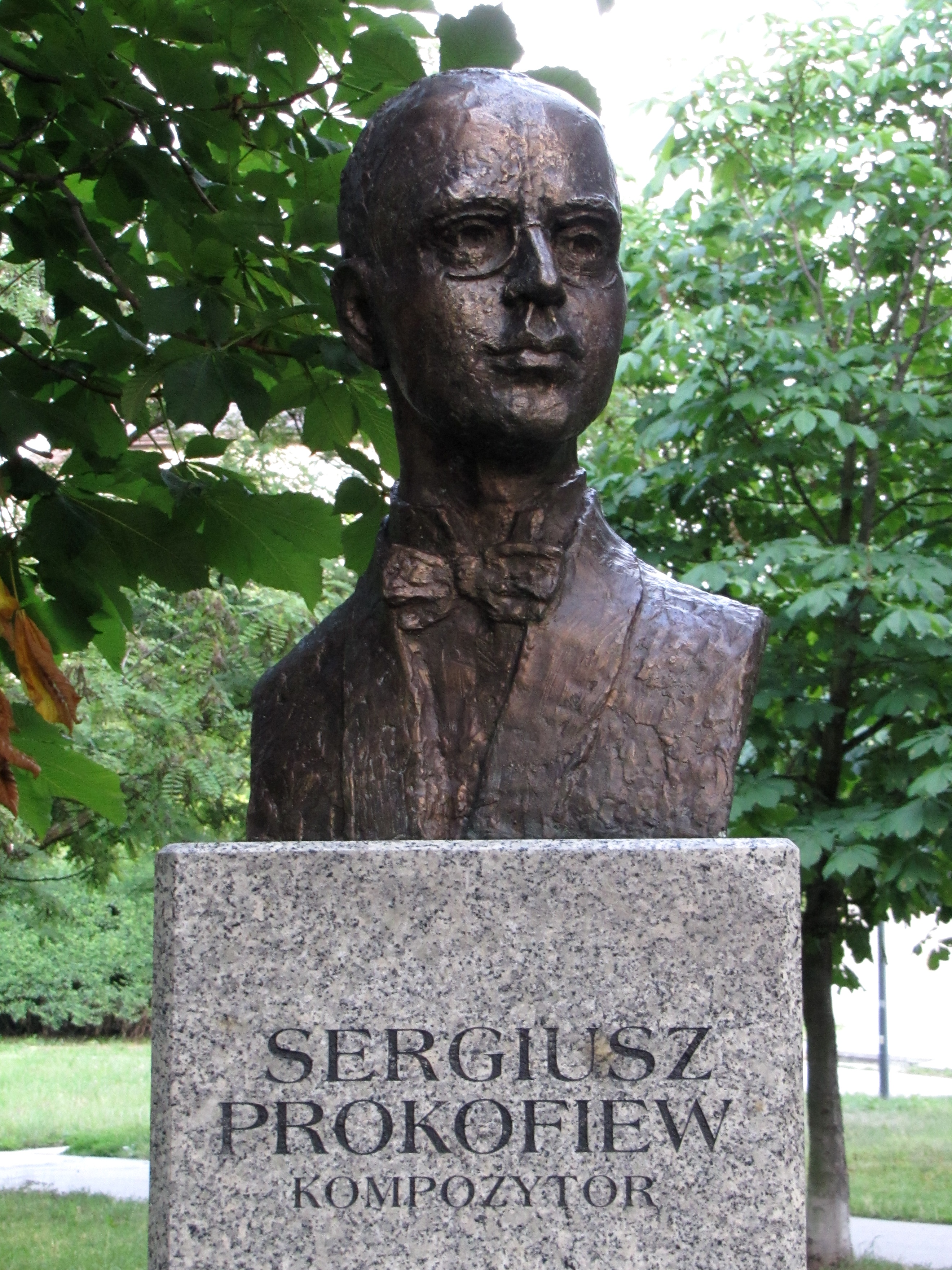
Popiersie Siergieja Prokofjewa w Alei Sław na Skwerze Harcerskim w Kielcach

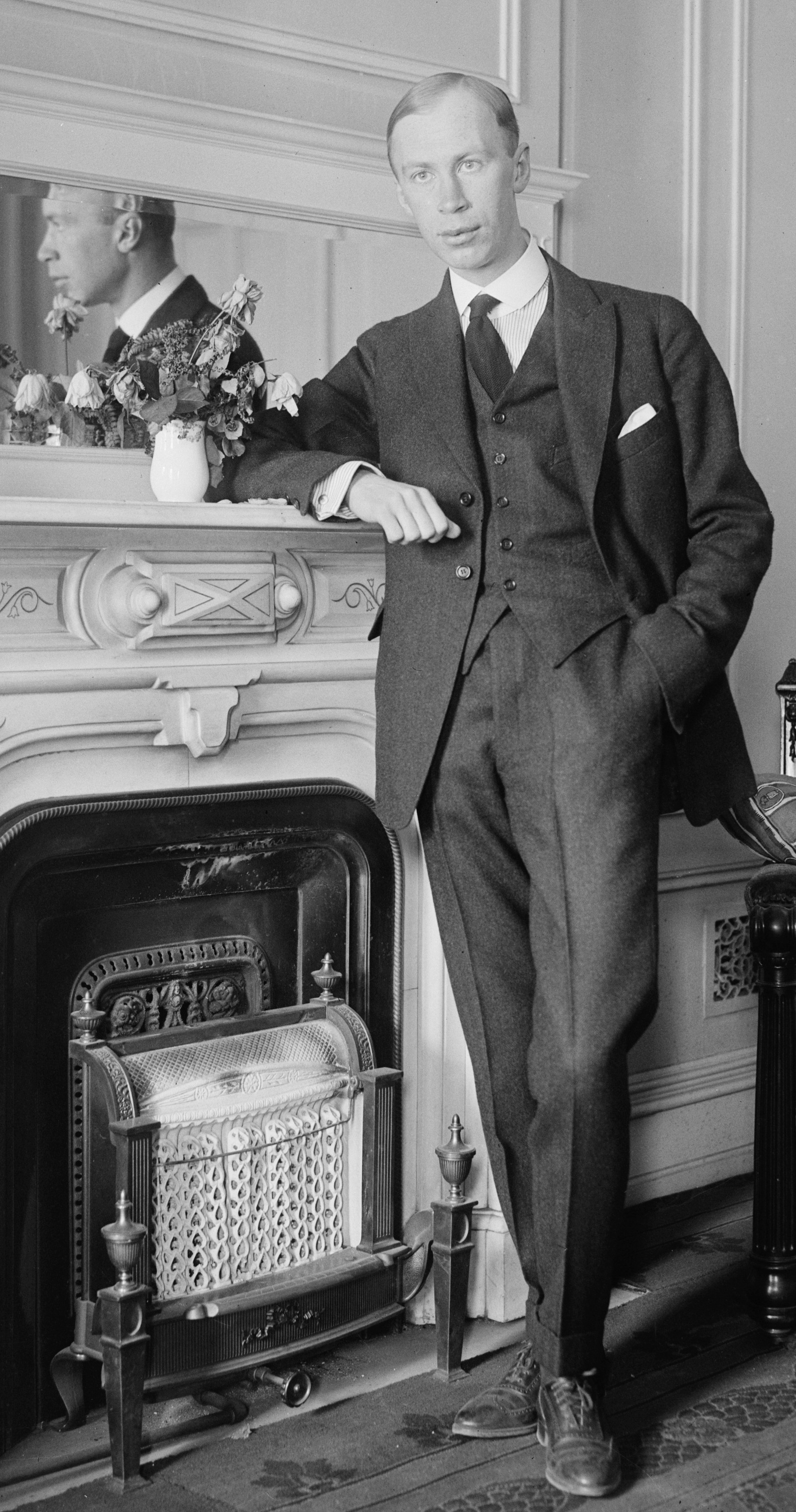
Siergiej Prokofjew, ok. 1918

### Opery
- Gracz, op. 24 (1915–1916)
- Miłość do trzech pomarańczy, op. 33 (1919)
- Ognisty anioł, op. 37 (1919–1927)
- Siemion Kotko, op. 81 (1939)
- Zaręczyny w klasztorze, op. 86 (1940)
- Wojna i pokój, op. 91 (1941–1942)
- Opowieść o prawdziwym człowieku (1948, Kijów 1961)

### Balety
- Błazen (Bajka o błaźnie, co siedmiu błaznów przechytrzył), op. 21 (1915–1920)
- Stalowy krok, op. 41 (1925)
- Syn marnotrawny, op. 46 (1928)
- Nad Dnieprem, op. 51 (1930)
- Romeo i Julia, op. 64 (1935–1936)
- Kopciuszek, op. 87 (1940–1944)
- Baśń o kamiennym kwiecie, op. 118 (1948–1950)

### Symfonie
- I symfonia D-dur „Klasyczna”, op. 25 (1916–1917)
- II symfonia d-moll, op. 40 (1924)
- III symfonia c-moll, op. 44 (1928)
- IV symfonia C-dur, op. 47 (1930), ponownie zredagowana w 1947 r. jako op. 112
- V symfonia B-dur, op. 100 (1944)
- VI symfonia es-moll, op. 111 (1945–1947)
- VII symfonia cis-moll, op. 131 (1951–1952)

### Koncerty
- fortepianowe
  - I koncert fortepianowy Des-dur, op. 10 (1911–1912)
  - II koncert fortepianowy g-moll, op. 16 (1913), ponownie zredagowany w 1923 r. jeden z najtrudniejszych koncertów fortepianowych
  - III koncert fortepianowy C-dur, op. 26 (1917–1921)
  - IV koncert fortepianowy B-dur (na lewą rękę), op. 53 (1931)
  - V koncert fortepianowy G-dur, op. 55 (1932)
- skrzypcowe
  - I koncert skrzypcowy D-dur, op. 19 (1916–1917)
  - II koncert skrzypcowy g-moll, op. 63 (1935)
- wiolonczelowe
  - Symfonia-koncert e-moll na wiolonczelę i orkiestrę, op. 125 (1950–1952); w pierwszej redakcji jako I Koncert wiolonczelowy e-moll op. 58
  - Concertino g-moll na wiolonczelę i orkiestrę, op. 132 (1952)

### Suityi inne utwory orkiestrowe
- Jesienny szkic, op. 8 (1910–1914–1934)
- Suita scytyjska na wielką orkiestrę symfoniczną, op. 20, mniej znana jako Ała i Łołłij (1915)
- Suita symfoniczna z baletu „Błazen”, op. 21bis (1922)
- Suita symfoniczna z opery „Miłość do trzech pomarańczy”, op. 33bis (1924)
- Suita symfoniczna z baletu „Nad Dnieprem”, op. 51bis (1933)
- Suita symfoniczna z filmu „Porucznik Kiże”, op. 60 (1933–1934)
- I suita symfoniczna z baletu „Romeo i Julia”, op. 64bis (1936)
- II suita symfoniczna z baletu „Romeo i Julia”, op. 64ter (1936)
- Piotruś i wilk, op. 67 (1936), bajka symfoniczna dla dzieci na głos recytujący i wielką orkiestrę symfoniczną
- III suita symfoniczna z baletu „Romeo i Julia”, op. 101 (1946)
- I suita symfoniczna z baletu „Kopciuszek”, op. 107 (1946)
- II suita symfoniczna z baletu „Kopciuszek”, op. 108 (1946)
- III suita symfoniczna z baletu „Kopciuszek”, op. 109 (1946)

### Utwory kameralne
- Uwertura żydowska na klarnet, fortepian i kwartet smyczkowy, op. 34 (1919)
- Kwintet g-moll na obój, klarnet, skrzypce, altówkę i kontrabas, op. 39 (1924)
- Sonata C-dur na dwoje skrzypiec, op. 56 (1932)
- I sonata f-moll na skrzypce i fortepian, op. 80 (1938–1946)
- Sonata D-dur na flet i fortepian, op. 94 (1943)
- II sonata D-dur na skrzypce i fortepian, op. 94bis (1944), transkrypcja Sonaty fletowej
- Sonata C-dur na wiolonczelę i fortepian, op. 119 (1949)

### Utworyfortepianowe
- sonaty:
  - I sonata f-moll, op. 1 (1909)
  - II sonata d-moll, op. 14 (1912)
  - III sonata a-moll „Ze starych zeszytów”, op. 28 (1917)
  - IV sonata c-moll „Ze starych zeszytów”, op. 29 (1917)
  - V sonata C-dur, op. 38 (1923)
  - VI sonata A-dur „Wojenna”, op. 82 (1939–1940)
  - VII sonata B-dur „Wojenna”, op. 83 (1939–1942)
  - VIII sonata B-dur „Wojenna”, op. 84 (1939–1944)
  - IX sonata C-dur, op. 103 (1947)
- inne:
  - Podszepty diabelskie, op. 4/4 (1910–1912)
  - Toccata d-moll, op. 11 (1912)
  - Sarkazmy, op. 17 (1912–1914), 5 utworów
  - Wizje ulotne (Visions fugitives), op. 22 (1915–1917), 20 utworów
  - Bajki starej babuni, op. 31 (1918), 4 utwory
  - Sonatina pastoralna, op. 59/3 (1934)
  - Muzyka dziecięca, op. 65
  - liczne transkrypcje fragmentów baletów i oper, m.in.: Miłość do trzech pomarańczy, Romeo i Julia, Kopciuszek, Wojna i pokój

### Dzieła wokalne
- Ich siedmiu, op. 30 (1917), kantata na tenor dramatyczny, chór i orkiestrę (sł. K. Balmont)
- Kantata na XX-lecie Października, op. 74 (1936–1937) na 2 chóry, orkiestrę symfoniczną, orkiestrę wojskową, orkiestrę akordeonów i perkusję, do tekstów K. Marksa, W. Lenina i J. Stalina
- Aleksander Newski, op. 78 (1938–1939), kantata na mezzosopran, chór i orkiestrę, słowa W. Łukowski i S. Prokofjew
- Zdrawica, op. 85 (1939), kantata na chór i orkiestrę

### Muzyka filmowa
- Porucznik Kiże(inne języki) – op. 60 (1933), muzyka do filmu Car Szaleniec (1934) na podstawie powieści Podporucznik Kiże(inne języki) (1928) Jurija Tynianowa[5]
- Dama pikowa(inne języki) – op. 70 (1936), muzyka do niezrealizowanego filmu na podstawie noweli Dama pikowa (1834) Aleksandra Puszkina[6]
- Aleksander Newski (reż. Siergiej Eisenstein)
- Iwan Groźny (reż. Siergiej Eisenstein)

### Muzyka teatralna
- Noce egipskie
- Hamlet

## Odznaczenia
Został odznaczony m.in.:
- Nagrodą Stalinowską
- tytułem Zasłużonego Działacza Sztuk RFSRR (1944)
- tytułem Ludowego Artysty RFSRR (1947)
- Orderem Czerwonego Sztandaru Pracy (1943)
- Medalem „Za ofiarną pracę w Wielkiej Wojnie Ojczyźnianej 1941–1945”
- Medalem „W upamiętnieniu 800-lecia Moskwy”
- Medalem „Za obronę Kaukazu”

## Edycje nutowe
- S. S. Prokofjew: sobranie soczinienij (ros. С.С. Прокофьев: собрание сочинений; pol. S.S. Prokofiew: dzieła zebrane), red. N.P. Anosow i in., 20 tomów, Gosudarstwiennoje muzykalnoje izdatielstwo, Muzyka (Государственное музыкальное издательство, Музыка), 1955–67.